# Piotr Szczypa
Piotr Jan Szczypa, znany jako Peter Szczypa lub Peter Sczypa (ur. 19 kwietnia 1948 w Siemianowicach Śląskich) – polski łyżwiarz figurowy, startujący w parach sportowych. Uczestnik igrzysk olimpijskich (1968), uczestnik mistrzostw świata i Europy, medalista zawodów międzynarodowych oraz 10-krotny mistrz Polski (1965–1970, 1973–1975, 1977).
W 1968 roku wraz z Janiną Poremską zostali pierwszymi reprezentantami Polski w łyżwiarstwie figurowym na igrzyskach olimpijskich.

## Życiorys
Jego ojciec uprawiał hokej na lodzie. Ma siostrę Joannę Szczypę, która również trenowała łyżwiarstwo figurowe, pracowała jako trener łyżwiarstwa w Danii, a następnie przez ponad 30 lat we Włoszech z ramienia Włoskiej Federacji Sportów Lodowych.
Studiował administrację biznesową w Katowicach, następnie kierunek sport z uwzględnieniem łyżwiarstwa figurowego. Jego edukację uzupełniły czteroletnie studia na Uniwersytecie Sportu w Kolonii.

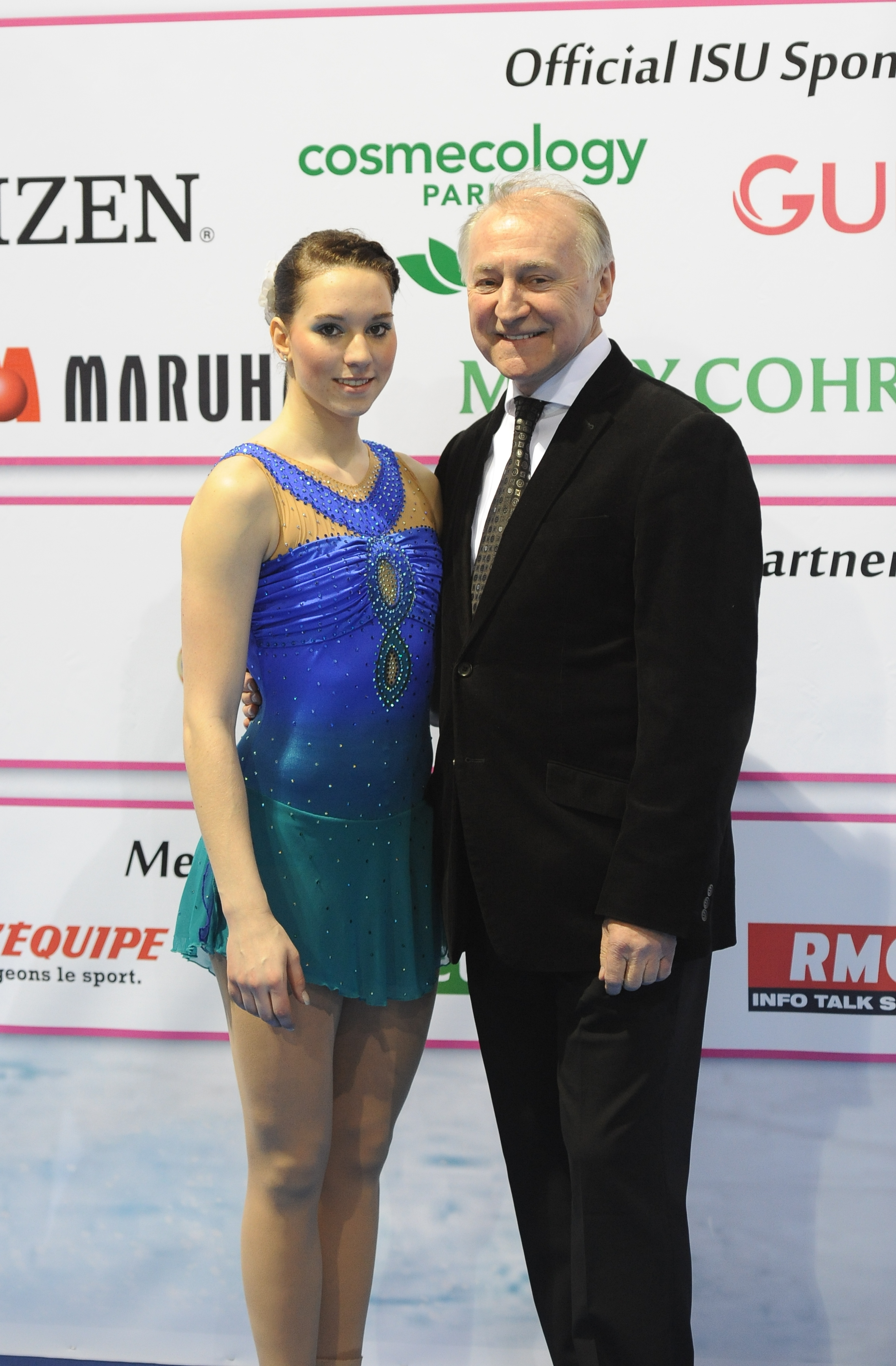
Szczypa i Sarah Hecken na mistrzostwach świata 2012

Po zakończeniu kariery sportowej, w 1979 roku został trenerem łyżwiarstwa figurowego w Danii, a następnie w 1986 roku rozpoczął karierę trenerską w Niemczech. Na początku kariery w Niemczech pracował przez rok w Oberstdorfie jako trener krajowy Niemieckiego Związku Łyżwiarskiego, a potem w Manheim w klubie Mannheim ERC (MERC). Pierwotnie szkolił pary sportowe m.in. Anouschka Gläser / Stefan Pfrengle. Był członkiem sztabu szkoleniowego Claudii Leistner, gdy zdobywała wicemistrzostwo świata 1989. Do jego uczniów należeli:
- Anouschka Gläser / Stefan Pfrengle,
- Claudia Leistner (RFN),
- Natalia Sczypa,
- Patrizia Wittich,
- Adrian Schager,
- Katharina Häcker,
- Christiane Berger,
- Denise Zimmermann,
- Norman Keck,
- Sarah Hecken,
- Nathalie Weinzierl,
- Julia Pfrengle,
- Luisa Weber
- Kristina Isaev (Niemcy)[5].

Ma żonę i córkę Natalię.

## Osiągnięcia

### Z Teresą Wroną
| Mistrzostwa Polski | 1 |

### Z Teresą Skrzek
| Zawody             | 70–71          | 71–72          | 72–73          | 73–74          | 74–75          |                |                |                |                |                |                |                |                |                |                |                |                |
| Międzynarodowe     | Międzynarodowe | Międzynarodowe | Międzynarodowe | Międzynarodowe | Międzynarodowe | Międzynarodowe | Międzynarodowe | Międzynarodowe | Międzynarodowe | Międzynarodowe | Międzynarodowe | Międzynarodowe | Międzynarodowe | Międzynarodowe | Międzynarodowe | Międzynarodowe | Międzynarodowe |
| ------------------ | -------------- | -------------- | -------------- | -------------- | -------------- | -------------- | -------------- | -------------- | -------------- | -------------- | -------------- | -------------- | -------------- | -------------- | -------------- | -------------- | -------------- |
| Mistrzostwa świata | 17             |                | 16             |                |                |                |                |                |                |                |                |                |                |                |                |                |                |
| Mistrzostwa Europy | 13             | 12             | 10             | 11             | 11             |                |                |                |                |                |                |                |                |                |                |                |                |
| Blue Swords        |                |                | 6              |                |                |                |                |                |                |                |                |                |                |                |                |                |                |
| Krajowe            |                |                |                |                |                |                |                |                |                |                |                |                |                |                |                |                |                |
| Mistrzostwa Polski |                |                | 1              | 1              | 1              |                |                |                |                |                |                |                |                |                |                |                |                |

### Z Janiną Poremską
| Zawody               | 64–65          | 65–66          | 66–67          | 67–68          | 68–69          | 69–70          |                |                |                |                |                |                |                |                |                |                |                |
| Międzynarodowe       | Międzynarodowe | Międzynarodowe | Międzynarodowe | Międzynarodowe | Międzynarodowe | Międzynarodowe | Międzynarodowe | Międzynarodowe | Międzynarodowe | Międzynarodowe | Międzynarodowe | Międzynarodowe | Międzynarodowe | Międzynarodowe | Międzynarodowe | Międzynarodowe | Międzynarodowe |
| -------------------- | -------------- | -------------- | -------------- | -------------- | -------------- | -------------- | -------------- | -------------- | -------------- | -------------- | -------------- | -------------- | -------------- | -------------- | -------------- | -------------- | -------------- |
| Igrzyska olimpijskie |                |                |                | 14             |                |                |                |                |                |                |                |                |                |                |                |                |                |
| Mistrzostwa świata   |                |                | 14             | 16             |                | 10             |                |                |                |                |                |                |                |                |                |                |                |
| Mistrzostwa Europy   |                | 18             | 8              | 15             | 8              | 9              |                |                |                |                |                |                |                |                |                |                |                |
| Prague Skate         |                |                | 9              | 3              |                |                |                |                |                |                |                |                |                |                |                |                |                |
| Krajowe              |                |                |                |                |                |                |                |                |                |                |                |                |                |                |                |                |                |
| Mistrzostwa Polski   | 1              | 1              | 1              | 1              | 1              | 1              |                |                |                |                |                |                |                |                |                |                |                |